# Anton Skulberg
Anton Skulberg (* 29. Dezember 1921 in Oslo; † 30. August 2012 in Spydeberg) war ein norwegischer Politiker der Senterpartiet (Sp). Von 1969 bis 1977 war er Abgeordneter im Storting, von Oktober 1972 bis Oktober 1973 war er der Kirchen- und Unterrichtsminister seines Landes.

## Leben
Skulberg besuchte bis 1943 eine Landwirtschaftsschule, bevor er sein Studium der Tiermedizin begann, welches er 1949 abschloss. Bis 1953 praktizierte er als Tierarzt in der Kommune Spydeberg. Anschließend wurde er bei der norwegischen Veterinärshochschule im Bereich der Lebensmittelhygiene tätig. Im Jahr 1957 nahm er bei einem UN-Einsatz in Ägypten, dem United Nations Emergency Force (UNEF) teil. Danach war Skulberg ab 1958 wieder an der Veterinärshochschule tätig, bevor er ab 1961 im Bereich der Lebensmittelkonservierung forschte. Während dieser Zeit war er auch in der Lokalpolitik aktiv. Zwischen 1963 und 1967 fungierte er Bürgermeister von Spydeberg und war zudem Mitglied im Fylkesting von Østfold. Nach seiner Zeit als Bürgermeister saß er weitere vier Jahre im Kommunalparlament seiner Heimatgemeinde. Skulberg promovierte 1965 der Veterinärshochschule. Im Jahr 1966 verbrachte er je sechs Monate an der University of California und der University of Wisconsin.
Skulberg zog bei der Parlamentswahl 1969 erstmals in das norwegische Nationalparlament Storting ein. Dort vertrat er den Wahlkreis Østfold und er wurde zunächst Mitglied im Kirchen- und Unterrichtsausschuss. Am 18. Oktober 1972 wurde er zum Kirchen- und Unterrichtsminister der neu gebildeten Regierung Korvald ernannt. Skulberg übte sein Amt bis zum Abtritt der Regierung am 16. Oktober 1973 aus. Daraufhin kehrte er zu seiner zweiten Legislaturperiode ins Storting zurück. Dort wurde er Teil des Kommunal- und Umweltschutzausschusses. Im Herbst 1977 schied er aus dem Parlament aus.
Nach dem Ende seiner Zeit im Parlament war er bis 1991 Professor an der norwegischen Veterinärshochschule. Zugleich war er bis 1988 auch Leiter des norwegischen Instituts für Lebensmittelforschung.
Sein Sohn Per Kristian Skulberg wurde später norwegischer Staatssekretär.

## Auszeichnungen
- 1989: Sankt-Olav-Orden (Ritter, 1. Klasse)